# 座標三子棋

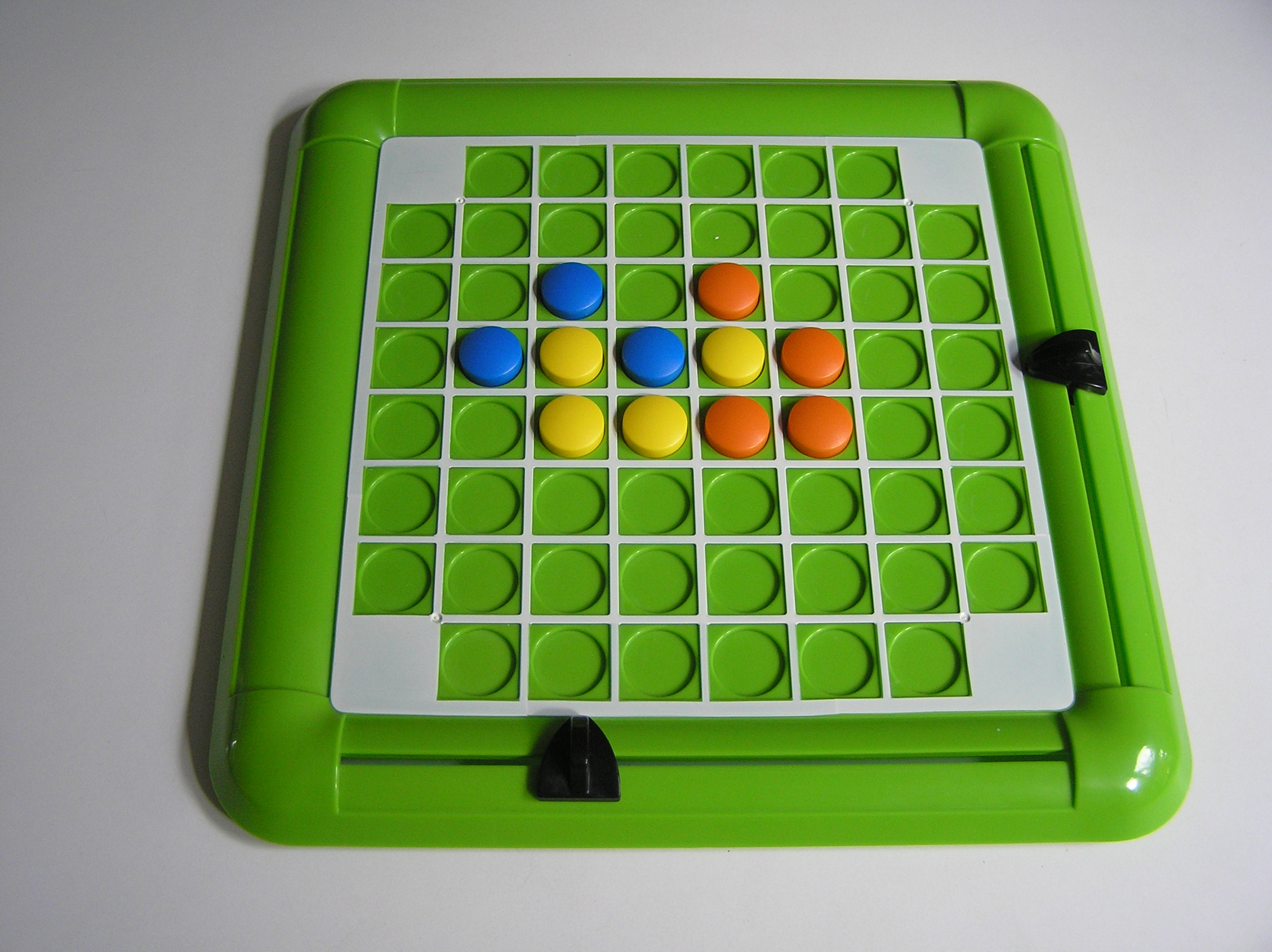
座標三子棋

座標三子棋（Pixel），亦稱為像素棋是Ariel Laden在2005年推出的二到四人的連棋類遊戲，特色是棋盤邊有可滑動的箭頭。

## 棋具
- 8*8方格的棋盤扣去角落格，共60個空格。兩鄰邊各有一個可沿棋邊滑動的箭頭，箭頭朝內。
- 每方棋子以顏色區分，枚數等於棋格總數除以人數。

## 規則
- 初始佈置，兩箭頭需對準先行方的棋子：
  - 兩人時，各一枚棋子在中央四格的對角格。
  - 三人時，各一枚棋子在中央四格的其中三格。
  - 四人時，各一枚棋子在中央四格。
- 每方回合需依序進行以下兩步驟：
  - 放一子於空格。除先行方第一著外，其他著數放在棋盤兩箭頭交叉的空格。
  - 移動其中一個箭頭往有空格的其他行列。
- 四人時，當三個己棋組成一個直、橫、或斜線即獲勝。若棋盤下滿，仍無一方成三子連線，則平手。
- 兩人時或三人時，當四個己棋組成一個直、橫、或斜線即獲勝。若棋盤下滿，仍無一方成四子連線，則平手。

## 外部連結
- 遊戲介紹 （页面存档备份，存于）